# Lázaro Vinícius
Lázaro Vinícius Marques (Belo Horizonte, 12 de março de 2002) é um futebolista brasileiro que atua como atacante. Atualmente joga no Almería.

## Carreira

### Flamengo
Nascido em Belo Horizonte, Minas Gerais, Lázaro saiu de sua cidade natal e foi morar com sua família em Rio das Ostras, no Rio de Janeiro. Com apenas seis anos de idade, em todos os campeonatos que sua equipe disputava, ele era o destaque. Por conta disso, o dono da escolinha em Rio das Ostras conseguiu um teste para Lázaro no Rio de Janeiro. Assim, conseguindo uma vaga na base do Flamengo.
Lázaro iniciou na equipe de salão do Flamengo, contudo, a família se mudou para São Gonçalo, que fica localizado na Região Metropolitana do Rio de Janeiro e próximo do centro de treinamento. Em 2019, Lázaro foi convocado pela Seleção Brasileira para a Copa do Mundo FIFA Sub-17, que foi sediada no Brasil, no qual terminou com a sua seleção campeã do torneio. Após ser destaque na base, o jogador começou a treinar com o elenco profissional que era treinado pelo português Jorge Jesus.
No dia 27 de setembro do mesmo ano, foi oficializada a renovação do contrato de Lázaro pelo Flamengo, com um contrato até março de 2025 e cláusula de R$ 365 milhões. No ano seguinte, Lázaro foi oficialmente integrado ao time profissional.
Sua estreia no time do Flamengo aconteceu em 27 de setembro de 2020, entrando como substituto de Lincoln em um empate fora de casa por 1 a 1 com o Palmeiras, válido pelo Campeonato Brasileiro. Seu primeiros dois gols como profissional foram marcados no dia 26 de janeiro de 2022, numa vitória por 2 a 1 sobre a Portuguesa-RJ, válida pelo Campeonato Carioca. Com o técnico português Paulo Sousa, Lázaro ganhou ainda mais espaço e se firmou na equipe, chegando a se tornar em um dos líderes de assistência na temporada de 2022.
Após a chegada do técnico Paulo Sousa, Lázaro foi bastante aproveitado, despertando assim o desejo de clubes estrangeiros. O atacante foi negociado com o Almería, deixando o Flamengo com 62 jogos disputados e nove gols marcados.

### Almería
Lázaro teve sua venda concretizada para o Almería no dia 1º de setembro de 2022. O clube espanhol, que pagará 7 de milhões de euros por 70% dos direitos do atleta, assinou contrato com Lázaro até o ano de 2028. O atacante estreou pela equipe no dia 12 de setembro, na derrota em casa por 1 a 0 para o Osasuna, válida pela La Liga.Ele fez seu primeiro gol na Espanha no final de outubro, na vitória sobre o Celta de Vigo.
Em 20 de maio de 2023, Lázaro foi o nome da vitória do Almería sobre o Mallorca, pela 35ª rodada de LaLiga. Ele marcou três gols no confronto e garantiu o placar de 3 a 0 para os Rojiblancos no Estádio Mediterráneo.
Lázaro fez boa temporada 2022/23, em sua primeira temporada pelo Almería, ele atuou em 20 jogos e marcou 6 gols.
Já em 2023/24, Lázaro não contribuiu com gols ou assistências nas 16 partidas que disputou, sendo negociado.

### Palmeiras
Em fevereiro de 2024, o Palmeiras anunciou a contratação de Lázaro por empréstimo até dezembro de 2024, com opção de renovação até julho de 2025. Os valores da transação não foram revelados oficialmente, mas, segundo o portal brasileiro ge, o Palmeiras pagou um milhão de euros (5,3 milhões de reais, na época). Caso optasse por estender o contrato por mais seis meses, o Alviverde teria que pagar mais quinhentos mil euros (2,6 milhões de reais). Foi apresentado oficialmente em 9 de fevereiro, recebendo a camisa de número 17. Fez sua estreia pelo time palestrino no dia 15, na vitória por 1–0 contra o São Bernardo pelo Campeonato Paulista. Marcou o seu primeiro gol pela equipe ao jogar contra o Independiente del Valle, fora de casa, pela Libertadores da América; Lázaro fez o segundo gol palmeirense na vitória por 3–2. Em dezembro, o jogador não teve seu vínculo de empréstimo renovado, assim retornando ao Almería. Pelo Palmeiras, realizou 35 jogos e marcou três gols.

## Estatísticas
Atualizadas até 31 de dezembro de 2024

### Clubes
| Equipe            | Temporada         | Campeonato nacional | Campeonato nacional | Campeonato nacional | Copa nacional[a] | Copa nacional[a] | Copa nacional[a] | Competições continentais[b] | Competições continentais[b] | Competições continentais[b] | Outros torneios[c] | Outros torneios[c] | Outros torneios[c] | Total | Total | Total   |
| Equipe            | Temporada         | Jogos               | Gols                | Assist.             | Jogos            | Gols             | Assist.          | Jogos                       | Gols                        | Assist.                     | Jogos              | Gols               | Assist.            | Jogos | Gols  | Assist. |
| ----------------- | ----------------- | ------------------- | ------------------- | ------------------- | ---------------- | ---------------- | ---------------- | --------------------------- | --------------------------- | --------------------------- | ------------------ | ------------------ | ------------------ | ----- | ----- | ------- |
| Flamengo          | 2020              | 2                   | 0                   | 0                   | 1                | 0                | 0                | 1                           | 0                           | 0                           | —                  | —                  | —                  | 4     | 0     | 0       |
| Flamengo          | 2021              | 7                   | 0                   | 0                   | 2                | 0                | 0                | 0                           | 0                           | 0                           | 4                  | 0                  | 1                  | 13    | 0     | 1       |
| Flamengo          | 2022              | 11                  | 0                   | 1                   | 2                | 0                | 0                | 5                           | 1                           | 2                           | 12                 | 2                  | 3                  | 30    | 3     | 6       |
| Flamengo          | Total             | 20                  | 0                   | 1                   | 5                | 0                | 0                | 6                           | 1                           | 2                           | 16                 | 2                  | 4                  | 47    | 3     | 7       |
| Palmeiras         | 2024              | 18                  | 2                   |                     | 4                | 0                |                  | 6                           | 1                           |                             | 7                  | 0                  |                    | 35    | 3     |         |
| Total na carreira | Total na carreira | 38                  | 2                   | 1                   | 9                | 0                | 0                | 12                          | 1                           | 2                           | 23                 | 2                  | 4                  | 82    | 6     | 7       |

- a. ^ Jogos da Copa do Brasil
- b. ^ Jogos da Copa Libertadores da América
- c. ^ Jogos do Campeonato Carioca, Campeonato Paulista e da Supercopa do Brasil

## Títulos
Flamengo
- Campeonato Brasileiro: 2020
- Campeonato Carioca: 2021
- Taça Guanabara: 2021
- Copa do Brasil: 2022
- Copa Libertadores da América: 2022

Palmeiras
- Campeonato Paulista: 2024

Seleção Brasileira Sub–17
- Copa do Mundo FIFA Sub-17: 2019